# Açorda
L’açorda è un tipico piatto portoghese composto da pane tagliato a fette sottili con aglio, coriandolo tagliato finemente, olio d'oliva, aceto, acqua, sale e uova in camicia. È principalmente conosciuto nella regione di Alentejo e anche su scala nazionale. Vi sono diverse varianti di açorda, come quella con i gamberi (Açorda de Marisco o ...de camarão) oppure con il baccalà (Açorda de Bacalhau).
Le uova vengono bollite in acqua salata. Aglio, coriandolo e sale sono "schiacciati" in una poltiglia grossolana nella quale vengono aggiunti l'olio d'oliva e l'aceto. Successivamente, la miscela viene versata sopra al pane, così come le uova. L'acqua utilizzata precedentemente per bollire le uova viene versata sopra al composto e, infine, si lascia svaporare l'Açorda per pochi minuti.

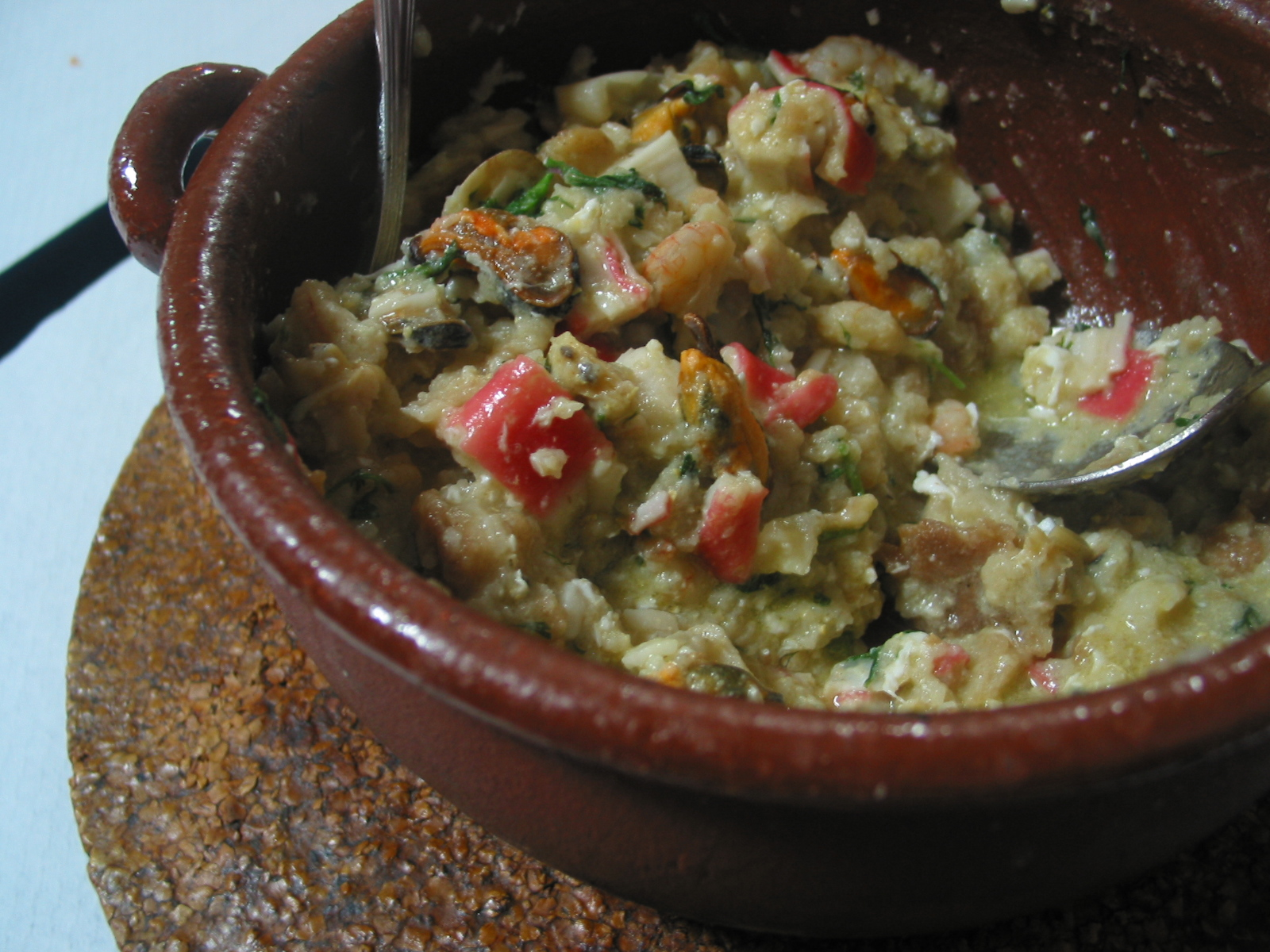
Açorda de marisco

## Storia
Secondo la tradizione, l'origine dell'açorda risale al tempo dell'occupazione araba, da quello che era chiamato (ath thurda): una piatto elementare ottenuto sbonconcellando il pane in un brodo aromoatizzato a cui era stata aggiunto l'olio. La preparazione ha accompagnato gli arabi per molti secoli e di fatto ne esistono testimonianze, in questa parte dell'impero arabo di allora, nel periodo tra il VIII e il XIII secolo. Si tratta di un piatto adatto anche alle tavole più povere, mentre - potendo disporre dei condimenti e pietanze più ricche - anche alla tavola più nobile poteva essere servita senza sfigurare.

## Riconoscimenti
L'açorda all'alentejana è stata uno dei candidati finalisti nella competizione per scegliere le 7 meraviglie della gastronomia portoghese.